# NCSM Saskatoon (MM 709)
Pour les autres navires du même nom, voir NCSM Saskatoon.
Le NCSM Saskatoon (MM 709) est un navire de défense côtière canadien de la classe Kingston.
Le NCSM Saskatoon a été mis en chantier le 5 septembre 1997 au chantier naval The Halifax Shipyard situé à Halifax. Lancé le 30 mars 1998, il est affecté aux Forces maritimes du Pacifique depuis le 5 décembre 1998.
Il porte le nom de la ville de Saskatoon en Saskatchewan[réf. nécessaire].